# Натама, Жан-Батист
Жан-Батист Тубо Танам Натама (фр. Jean-Baptiste Natama; 30 августа 1964, Лео провинция Сисили Республика Верхняя Вольта — 18 марта 2018, Уагадугу) — политик, дипломат, прозаик, поэт, публицист, эссеист. Кандидат в президенты Буркина-Фасо на выборах 2015 года.

## Биография
В 1983 году поступил на службу в армию Буркина-Фасо. Принял активное участие в военном перевороте 1982 г. Был членом Военно-революционной организации и Национального революционного совета во главе с Тома Санкарой. Дослужился до звания полковника.
Участвовал в 1985 году в Агашерской войне с Мали. Был награждён Золотой медалью Факела Революции (Gold Medal of the Torch of the Revolution). После убийства Тома Санкары, будучи одним из последних революционеров, был исключен в май 1990 г., из рядов армии Буркина-Фасо.
Работал дипломатом в международныхи организациях, был представителем ООН в Бурунди, ДР Конго, Уганде и Руанде, в рамках Африканского союза находился с миссией в Дарфуре в Судане.
Обладатель диплома о высшем образовании (DEA) в области права и диплома о высшем специализированном образовании (DESS) в области стратегии и дипломатии, преподавал от имени Организации Объединенных Наций и Африканского союза во многих школах на континенте и в мире.

## Творчество

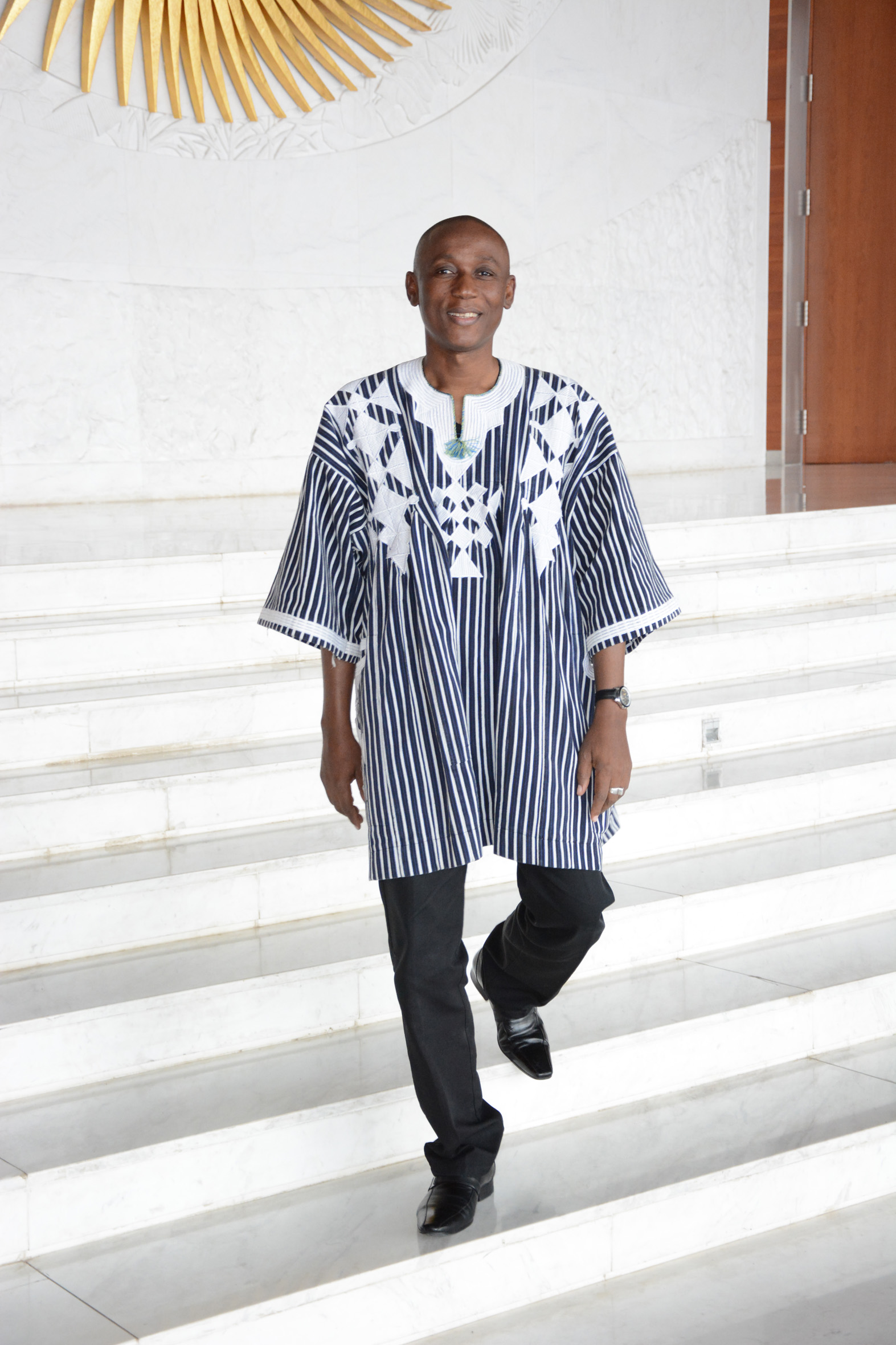
Жан-Батист Натама в 2013 г.

Писатель Жан-Батист Натама, известный под псевдонимом Тубо Танам, имеет на своем счету несколько публикаций, сборник стихов (2004), публицистических работ «Права человека и Африканский механизм оценки» (2009), «Манифест ответственной молодежи» (2013), а также многочисленные публикации в журналах и специализированных журналах.
Посмертно стал Великим офицером ордена Жеребца.